# Тренувальна місія НАТО у Республіці Афганістан
Тренувальна місія НАТО у Республіці Афганістан (англ. NATO Training Mission-Afghanistan, NTM-A) — багатонаціональна військова місія країн-учасниць Північноатлантичного альянсу, Афганістану та країн-партнерів НАТО. Про створення місії глави держав і урядів НАТО оголосили на саміті в Страсбурзі і Кельні (2009). Головне завдання місії — надати підтримку у створенні спроможних і самодостатніх Національних сил безпеки Афганістану, Афганської національної армії (ANA) та Афганської національної поліції (ANP).

## Історія
3 квітня 2009 року на саміті НАТО у Страсбурзі, що був приурочений до святкування шістдесятої річниці миру та безпеки, враховуючи успішне виконання аналогічної місії в Іраку, було анонсовано про створення тренувальної місії Альянсу в Ісламській Республіці Афганістан. 21 листопада 2009 року була створена спеціальна комплексна програма для місії. Країнам-союзникам і партнерам Альянсу було розіслане повідомлення про початок місії, а також заклик до приєднання. Метою місії є встановлення нових і зміцнення існуючих відносин, розширення завдань з підготовки і наставництва, розбудова потенціалу і якості Афганських національних сил безпеки.
Командувачем тренувальної місії в Афганістані призначено генерал-лейтенанта Уїльяма Колдуелл IV. На церемонії відкриття місії і передачі командування були присутні афганські міністр оборони Абдул Рахім Вардак, міністр внутрішніх справ Ханіф Атмар, командувач Міжнародних сил сприяння безпеці генерал Стенлі Маккристал і понад 400 військовослужбовців, цивільних осіб та представників країн-партнерів.
У 2011 році до місії було залучено близько 300 тис. військовослужбовців різних країн світу (в тому числі з міжнародної коаліції сприяння безпеці в Афганістані). Після 2014 року планується збільшити цей показник до 400 тис., а також змінити концепцію місії, яка буде мати назву «Рішуча підтримка» (Resolute Support).
Генеральний секретар НАТО Андерс Фог Расмуссен заявив, що нова місія після 2014 року матиме не бойовий, а так само тренувальний характер.

## Країни-учасниці місії
| - Німеччина - Франція - Італія | - Канада - Нідерланди - Чехія | - Туреччина - Велика Британія - США | - Афганістан - Україна - Нова Зеландія |

## Нагороди
| Стрічка | Нагорода                            | Роки      | Примітка                |
| ------- | ----------------------------------- | --------- | ----------------------- |
|         | Нагорода за видатну єдність частини | 2009-2010 | За службу в Афганістані |
|         | Нагорода за видатну єдність частини | 2010-2011 | За службу в Афганістані |
|         | Нагорода за видатну єдність частини | 2011-2012 | За службу в Афганістані |